# Philippe Ariotti
 (avril 2018).
Si vous disposez d'ouvrages ou d'articles de référence ou si vous connaissez des sites web de qualité traitant du thème abordé ici, merci de compléter l'article en donnant les références utiles à sa vérifiabilité et en les liant à la section « Notes et références ».
Pour les articles homonymes, voir Ariotti.
Philippe Ariotti est un acteur, chanteur lyrique et écrivain français, né le 11 août 1941 à Ankara (Turquie).

## Biographie

### Jeunesse et formation
Philippe Ariotti fait des études d'art dramatique et lyrique, puis se tourne vers le métier d'acteur (cinéma, théâtre, télévision).
Cinéphile depuis son plus jeune âge, il a été lauréat de l'émission télévisée Monsieur Cinéma de Pierre Tchernia, en 1970.
Philippe Ariotti est un spécialiste du cinéma français d'avant-guerre, conférencier, animateur de ciné-club et cofondateur de la maison de disques Tiffany's.
Homme de théâtre, il participe également à de nombreux doublages pour le cinéma ainsi que la télévision. Il est d'ailleurs surtout connu pour être la voix française de deux personnages emblématiques de Dragon Ball : Piccolo et Freezer.

### Carrière
Philippe Ariotti a démarré sa carrière dans le Théâtre Lyrique à l'âge de 21 ans, au sein de différentes opérettes dans la ville de Limoges. À cette époque, il est engagé comme choriste pour divers rôles, dont certains notables.
Dès l'âge de 25 ans, il devient soliste et se retrouve engagé dans les principaux théâtres nationaux de province tels que l'Opéra de Strasbourg, celui de Lyon ou encore de Tours.
En 1966, il joue dans l'Opéra des Gueux au Vieux Colombier de Paris, aujourd'hui devenu une antenne de la Comédie Française.
De 1967 à 1980, il participe à plusieurs opéras tels que Carmen, Madame Butterfly, Les Contes d'Hoffmann, Lakmé, La Dame Blanche, Werther ou encore Mignon.
Pendant 3 ans, toujours dans ce contexte, il parcourt la France pour jouer dans des pièces telles que La Belle Hélène d'Offenbach, les Valses de Vienne de Johann Strauss, ou encore l'Auberge du Cheval Blanc dans le rôle de Célestin.
En octobre 1966, il crée le rôle de Félix à l'Opéra de Strasbourg dans une comédie musicale intitulée Un Chapeau de Paille d'Italie tirée de l'œuvre originale de Eugène Labiche, incorporant une composition musicale de Guy Lafarge.

En 1969, Philippe Ariotti joue au sein d'une très célèbre opérette intitulée Phi-phi, dans laquelle il incarne le personnage Le Pirée, aux côtés de Robert Manuel alors dans la peau du protagoniste de la pièce. Robert Manuel, alors codirecteur du Théâtre Marigny, suggère à Philippe d'auditionner pour la comédie musicale en préparation Un Violon sur le Toit pour le rôle de Motel Kamtzoïl, le tailleur. Il décroche ainsi le rôle parmi de très nombreux candidats qui s'étaient présentés. La mise en scène de cette pièce d'origine américaine, créée à Broadway en 1964, était de Jerome Robbins. Philippe Ariotti joua cette pièce à Paris, en province et à l'étranger, lors de plus de 400 représentations.

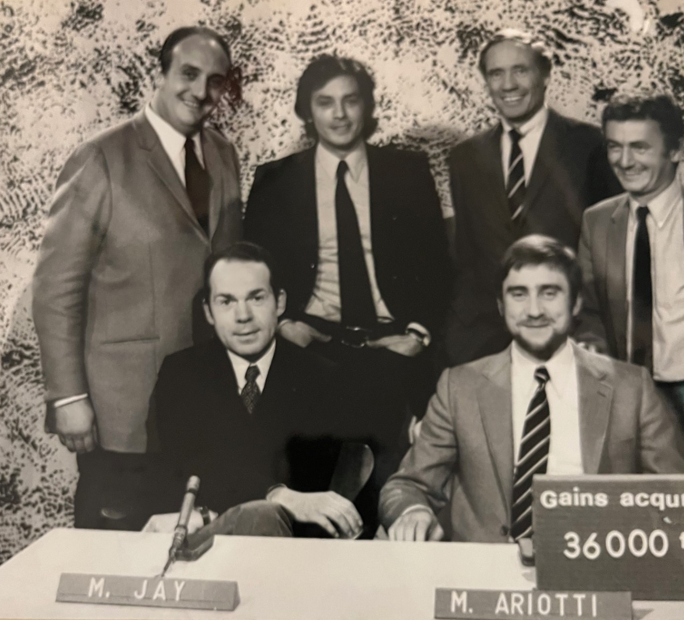
Philippe Ariotti aux côtés d'Alain Delon, Pierre Tchernia et Mel Ferrer dans l'émission Monsieur Cinéma, en novembre 1970.

En 1970, Philippe Ariotti participe à l'émission Monsieur Cinéma, présentée par Pierre Tchernia. Au cours de la saison, l'émission reçoit la visite de nombreuses personnalités du cinéma français dont Alain Delon et Mel Ferrer. Il devient "Monsieur Cinéma" en battant l'ensemble des participants, à l'issue de la saison de dix semaines.
Toujours dans le cadre de la tournée de la pièce Un Violon sur le Toit en 1971, Philippe et le reste des comédiens se produisent au Cirque Royal de Bruxelles, tandis que se trouvent dans l'audience le roi Baudouin et sa compagne Fabiola.
Dès 1974, il joue le rôle d'Urbain dans La Vie Parisienne à l'Opéra Comique pour une saison, puis réitère au Théâtre du Châtelet en 1980 en gardant son rôle ainsi que celui de Frick, le bottier.
En 1982, André Méliès, fils de l'illustre Georges Méliès, précurseur du cinéma et des effets spéciaux, demande à Philippe Ariotti de participer à l'émission télévisée "D'un Méliès à l'autre", réalisée par Antoine Maestrati, afin de lui donner la réplique. En effet, depuis 1965, André Méliès et Philippe Ariotti, étaient souvent partenaires de théâtre.
Au cours de l'année 1985, il joue dans une opérette intitulée "Vive les Saltimbanques" au cours de laquelle il chante sur un chameau "La fille du Bédouin" dans un cirque du quartier d'Ixelles à Bruxelles.
Quelques années plus tard, en 1986, il joue plusieurs rôles au Théâtre des Deux Ânes dans deux revues satyriques intitulées "Après la rose, c'est le bouquet" et "Elysée moi" aux côtés de Pierre-Jean Vaillard et Maurice Horgues.

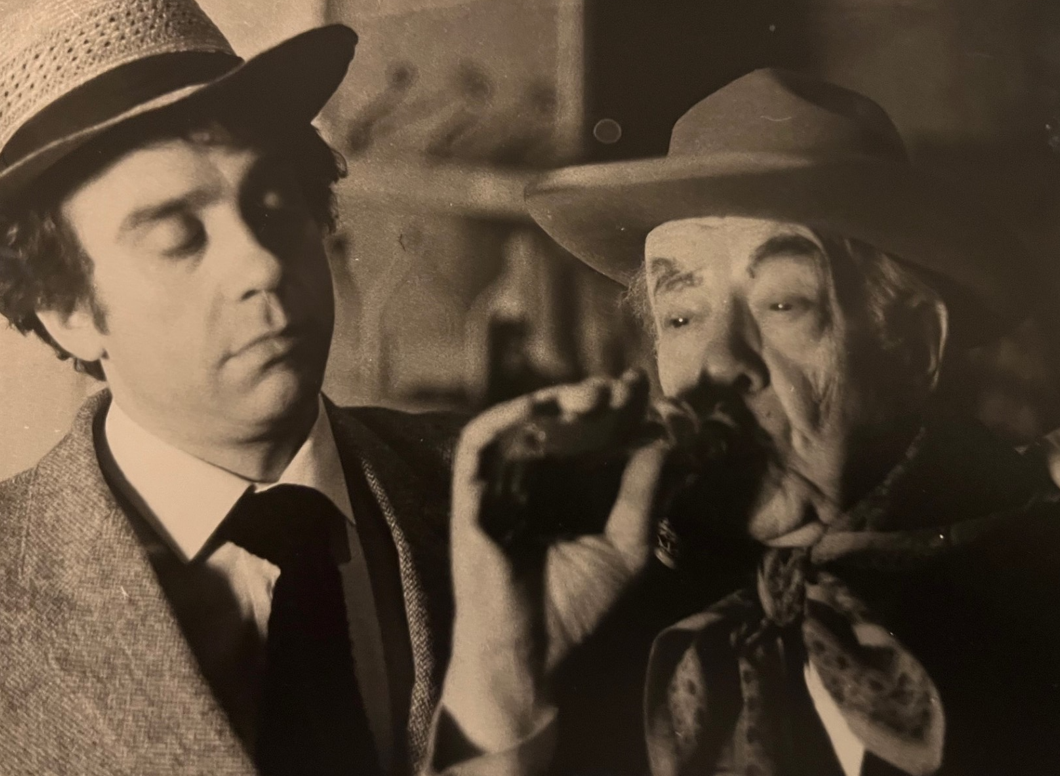
Philippe Ariotti aux côtés d'André Méliès en 1982, dans l'émission télévisée "D'un Méliès à l'autre".

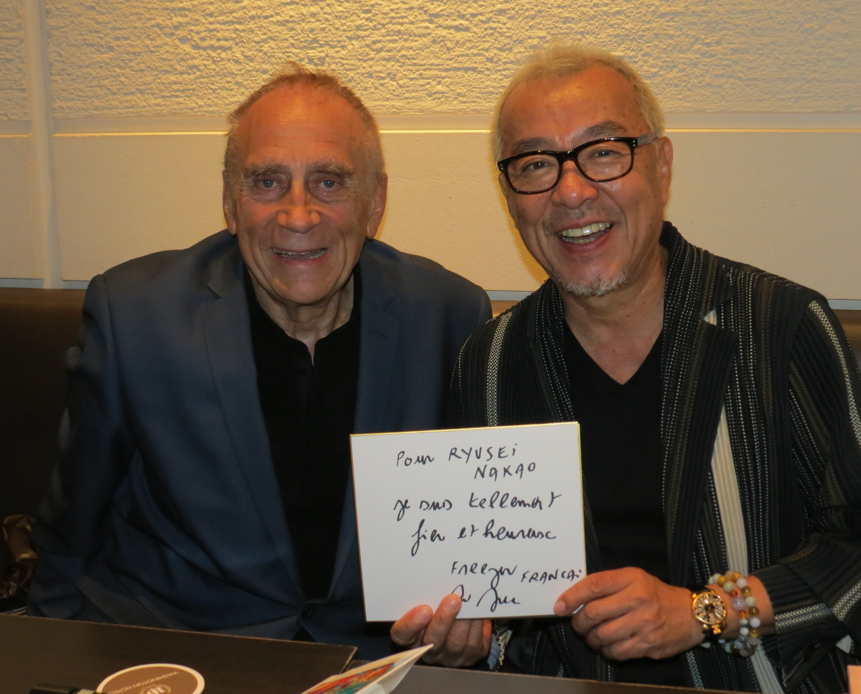
Philippe Ariotti aux côtés de Ryusei Nakao, dans un hôtel de Shinjuku, Tokyo.

Toujours engagé au Théâtre des Deux Anes, en 1988, il effectue un stage de doublage dirigé par Jean-Pierre Dorat qui l'introduit dans la discipline.
Il fait ses premiers cachets dans le doublage aux côtés de son ami Pierre Trabaud, comédien et directeur artiste, notamment dans la série d'animation Sab Rider. Pierre Trabaud se rend tout suite compte de l'aisance de Philippe Ariotti lorsqu'il module sa voix, et l'invite en 1989 sur le plateau de la série d'animation culte Dragon Ball où il incarnera notamment les personnages d'Oolong, Yajirobé et Piccolo Daimao.
Par la suite, au début des années 1990, dans la suite de la série intitulée Dragon Ball Z, il obtient le rôle de Piccolo alias Satan Petit-Cœur, puis prête sa voix à l'antagoniste emblématique Freezer, y compris dans les OAV Dragon Ball Z : Bardock contre Freezer, Dragon Ball Z : Broly Le Super Guerrier, et Dragon Ball Z : Les Mercenaires de l'espace. Sa participation vocale à la série est particulièrement prolifique, notamment pour un grand nombre de rôles secondaires tels que le sorcier Babidi ou encore le membre du Commando Ginyue Guldo.
En 2013, il succède à son ami Roger Carel pour prêter sa voix à David Suchet dans la série télévisuelle prolifique Hercule Poirot. David Suchet et Philippe Ariotti se rencontrent ensuite en 2014 à Toronto.
En 2015, il reprend ses rôles de Piccolo et Freezer au sein de la nouvelle série Dragon Ball Super, ainsi que dans les films affiliés Dragon Ball Z : La Résurrection de ‘F’ et Dragon Ball Super: Super Hero.
En 2017, il prête sa voix à Elton John pour le film Kingsman : Le Cercle d'or.
En septembre 2018, Philippe Ariotti se rend au Japon afin d'y rencontrer son homologue nippon, le seiyū Ryūsei Nakao, le comédien de doublage originel du personnage de Freezer, à Shinjuku.

### Radio
Sur Radio Courtoisie, il dirigeait avec Philippe d'Hugues le Libre journal du cinéma jusqu'en 2016 ; ils sont remplacés à cette date par Jérôme Besnard et Pascal-Manuel Heu.

## Théâtre et théâtre lyrique
- 1966 : L'Opéra des gueux : Filch, au théâtre du Vieux-Colombier
- 1969-1971 : Un violon sur le toit, qu'il a créé au Théâtre du Grand Marigny, avec une mise en scène par Jerome Robbins : Motel le tailleur
- 1974 et 1980 : La Vie parisienne d'Offenbach, à l'Opéra Comique en 1974 et au théâtre du Châtelet en 1980 : Frick et Prosper
- 1984 : Le Royaume de Dieu, Salle Pleyel puis au théâtre Tristan-Bernard : le fou
- 2007 : Henri VIII de Shakespeare, au théâtre du Nord Ouest : Cardinal Campeggio
- 2008 : Le Mariage forcé de Molière, mise en scène par Jean-Pierre Bernard : Sganarelle
- 2009 : Un piano dans l'herbe de Françoise Sagan, mise en scène par Nicole Gros : Edmond
- 2010 : La Bataille de Kosovo : le Tzar
- 2011 : L'Affaire de la rue de Lourcine d'Eugène Labiche, mise en scène par Nicole Gros
- 2017 : L'Annonce faite à Marie de Paul Claudel, au festival de Marcillhac : Anne Vercors (le père)

## Filmographie

### Cinéma
- 1969 : Two Times Two de Bud Yorkin : John Yank
- 1979 : La légion saute sur Kolwezi de Raoul Coutard : Tabet
- 1987 : Natalia de Bernard Cohn : Prévost
- 1987 : Le Radeau de La Méduse d'Iradj Azimi : Descazes
- 1993 : Le Voleur de feuilles de Pierre Trabaud (participation chantée)
- 2008 : Cinématon #2219 de Gérard Courant : lui-même

### Télévision
- 1976-1977 : Les Folies Offenbach de Michel Boisrond (4 épisodes)
- 1979 : Arsène Lupin joue et perd d'Alexandre Astruc
- 1982 : Les Voyageurs de l'Histoire de Jacques Martin et Bernard Soulié : Colbert, Pontcallec, Diderot
- 1989 : La Périchole de Bernard Maigrot
- 1993 : Navarro : Baumier
- 1993-1996 : La Chance aux chansons (5 émissions)

### Publicités
- Une douzaine de spots publicitaires dont la première pub pour le Loto, la peinture Astral, Piaggio, le Crédit agricole. Publicités tournées entre autres sous la direction de Gérard Pirès, Jean-Marie Périer, Paul Berville.

## Cabaret
- 1983 - 1986 : À Paris sur la rive gauche puis au théâtre des Champs-Élysées également à Genève pour l’inauguration du cabaret Le Crapoussin
- 1986 - 1988 - Théâtre des 2 ânes - Revues satiriques, sur des textes et avec : Pierre-Jean Vaillard et Maurice Horgues
- 1985 : Un rat dans la contrebasse, de Daniel Desmars, au Caveau des Oubliettes

## Doublage

### Cinéma

#### Films
- Dakin Matthews dans :
  - Treize Jours (2000) : Londale
  - Lincoln (2012) : John Usher

- Bruce Gray dans :
  - Cube² : Hypercube (2001) : le général McGuire
  - Crimson Peak (2015) : Ferguson

- Rüdiger Vogler dans : 
  - Rouge rubis (2013) : M. George
  - Bleu saphir (2014) : M. George

- Jerry Lewis dans :
  - Max Rose (2013) : Max Rose
  - Le Casse (2016) : le père de Stone

- Jonathan Pryce dans :
  - Le Couteau par la lame (2022) : Bill Compton
  - Une vie (2023) : Martin Blake

- 1940 : Les Raisins de la colère : Tom « Pa » Joad (Russell Simpson) (redoublage effectué en 2020)
- 1943 : Le Fantôme de l'Opéra : le fantôme (Claude Rains) (2e doublage)
- 1946 : Les assassins sont parmi nous : Herr Mondschein (Robert Forsch)
- 1951 : La Hache de Wandsbeck : Dr Koldewey (Arthur Schröder)
- 1963 : Nu parmi les loups : Zidkowski (Leonid Swjetlow) (2e doublage)
- 1999 : Sonnenallee : l'oncle Heinz (Ignaz Kirchner)
- 2000 : Family Man : Tony (John O'Donahue)
- 2001 : D'Artagnan : le Marquis de Tréville (Michael Byrne)
- 2001 : Rush Hour 2 : l'entraîneur ( ? )
- 2001 : Potins mondains et Amnésies partielles : Suttler (Buck Henry)
- 2003 : Mortadel et Filémon : Klaus (Germán Montaner)
- 2004 : Confession secrète : le cardinal Ledesna (Gordon Pinsent)
- 2004 : Ginger Snaps : Aux origines du mal : Doc Murphy (Matthew Walker)
- 2005 : Good Night and Good Luck : lui-même (Joseph N. Welch)
- 2005 : Walk the Line : Ezra Carter (Dan Beene)
- 2005 : Bubble : le père de Martha (Omar Cowan)
- 2005 : Down in the Valley : Charlie (Bruce Dern)
- 2005 : Lassie : le juge Murray (Robert Hardy)
- 2005 : Le Violon : Don Plutarco (Ángel Tavira)
- 2006 : Massacre à la tronçonneuse : Le Commencement : Monty (Terrence Evans)
- 2006 : Zombies : Harold Thompson (Geoffrey Lewis)
- 2006 : L'Illusionniste : un docteur / un vieil homme (Karl Johnson (en))
- 2007 : Hairspray : M. Pinky (Jerry Stiller)
- 2007 : You Kill Me : Walter Fitzgerald (Aron Tager)
- 2008 : Par-delà le bien et le mal : Mandelstam (David de Keyser)
- 2008 : Le Grand Stan : Larry dit « Shorts » (Henry Gibson)
- 2008 : Departures : Shokichi Hirata (Takashi Sasano)
- 2008 : The Express : Heisman (Darryl Warren)
- 2009 : Jeux de pouvoir : un exécutif de Pointcorp (Tuck Milligan)
- 2010 : The Social Network : un professeur de Harvard (Barry Livingston)
- 2010 : The Way, la route ensemble : le Père Frank (Matt Clark)
- 2010 : 13 : Schlondorff (Ben Gazzara)
- 2010 : Outrage : Sekiuchi (Sōichirō Kitamura)
- 2010 : Henri 4 : le pasteur (Werner Lustig) et Zamet (Manfred Schmid)
- 2011 : Jeff, Who Lives at Home : Barry (Matt Malloy)
- 2011 : Bangkok Revenge : Boss Katha (Weeraprawat Wongpuapan)
- 2012 : Upside Down : Hunt (Vlasta Vrana)
- 2012 : Prof poids lourd : Elkins (Mookie Barker)
- 2012 : Argo : le directeur de la CIA Stansfield Turner (Philip Baker Hall)
- 2012 : Song for Marion : Timothy (Barry Martin)
- 2013 : La Fille aux neuf perruques : Dr Neumann (Herman Van Ulzen)
- 2014 : Quand vient la nuit : le Père Regan (Ross Bickell)
- 2014 : Lost River : Skip (Thomas McDonald)
- 2014 : Le Septième Fils : l'Inquisiteur (Gerard Plunkett)
- 2014 : Effie Gray : M. Ruskin (David Suchet)
- 2014 : Autómata : Dominic Hawk (David Ryall)
- 2015 : Entourage : lui-même (Warren Buffett)
- 2015 : Le Chien qui a sauvé l'été : M. Lee (James Hong)
- 2016 : Silence : Mosuke (Kansai Eto)
- 2016 : Agents presque secrets : le principal Kent (Phil Reeves)
- 2016 : American Nightmare 3 : Élections : le chef Couper (Ethan Phillips)
- 2016 : Zoolander 2 : lui-même (Jim Lehrer)
- 2017 : Kingsman : Le Cercle d'or : lui-même (Elton John)
- 2017 : Le Musée des merveilles : Walter âgé (Tom Noonan)
- 2017 : Mes vies de chien : Grand-père Bill (Michael Bofshever)
- 2017 : The Secret Man: Mark Felt : le sénateur (Frank Hoyt Taylor)
- 2018 : Crazy Rich Asians : Lord Calthorpe (Peter Carroll)
- 2018 : 22 Miles : Johnny Porter (Terry Kinney)
- 2019 : Six Underground : ? (?)
- 2021 : Le Dernier Duel : un magistrat (Peter Hudson)
- 2021 : Xtreme : Ricardo (Juan Diego)
- 2021 : Danse avec les queens : Tommy La Diva (Claes Malmberg)
- 2021 : Love Hard : Bob Lin (James Saito)
- 2022 : Mon petit ami virtuel : M. Jiang (Simon Sinn)
- 2022 : Heart Parade : le professeur (Leszek Piskorz)
- 2022 : Ton Noël ou le mien ? (en) : Jack (David Bradley)
- 2022 : Avoue, Fletch : Commodore (Kenneth Kimmins)
- 2022 : Empire of Light : Dr Laird (William Chubb)
- 2023 : You People : ? (?)
- 2023 : L'un de nous doit mourir : José (Fernando Becerril)
- 2023 : Killers of the Flower Moon : Dr David Shoun (Steve Routman)
- 2023 : La Probabilité statistique de l'amour au premier regard : Val Jones (Dexter Fletcher)
- 2024 : Deadpool et Wolverine : Buck (Randal Reeder)
- 2024 : Shirley : ? (?)
- 2025 : The Alto Knights : Victor Riesel (en) (Bob Glouberman (en))

#### Films d'animation
- 1986 : Dragon Ball : La Légende de Shenron : Oolong
- 1987 : Dragon Ball : Le Château du démon : Oolong
- 1988 : Dragon Ball : L'Aventure mystique : Oolong
- 1989 : Dragon Ball Z : À la poursuite de Garlic : Piccolo et Sanshô
- 1990 : Dragon Ball Z : Le Robot des glaces : Piccolo et Oolong
- 1990 : Dragon Ball Z : Le Combat fratricide : Piccolo, Daîzu et Oolong
- 1991 : Dragon Ball Z : La Menace de Namek : Piccolo, Yajirobé, Oolong, Haiya Dragon et Bubbles
- 1991 : Dragon Ball Z : La Revanche de Cooler : Piccolo, Neizu, Freezer, Yajirobé et Oolong
- 1992 : Dragon Ball Z : Cent mille guerriers de métal : Piccolo et Oolong
- 1992 : Dragon Ball Z : L'Offensive des cyborgs : Piccolo et Oolong
- 1993 : Dragon Ball Z : Broly le super guerrier : Piccolo et Oolong
- 1993 : Dragon Ball Z : Les Mercenaires de l'espace : Piccolo et Oolong
- 1995 : Dragon Ball Z : Fusions : Freezer, Kaio de l'Ouest et Dictateur
- 2009 : La Princesse et la Grenouille : Deux-Doigts
- 2013 : Dragon Ball Z: Battle of Gods : Freezer, Piccolo et Oolong
- 2015 : Dragon Ball Z : La Résurrection de ‘F’ : Piccolo et Freezer
- 2017 : La Passion Van Gogh : Mazery
- 2017 : Toy Story : Hors du temps : Monsieur Patate (court métrage)
- 2019 : Dragon Ball Super: Broly : Piccolo et Freezer
- 2021 : Batman: Soul of the Dragon : O-Sensei (en)
- 2022 : Dragon Ball Super: Super Hero : Piccolo[2]
- 2024 : Baki Hanma vs Kengan Ashura : Kazuo Yamashita
- 2024 : Overlord : The Sacred Kingdom : Halisha

### Télévision

#### Téléfilms
- Barry Livingston dans :
  - Mon George à moi (2014) : Troy
  - Une belle fête de Noël (2016) : M. Anderson
- 1985[3] : L'Aventure des Ewoks : Jeremitt Towani (Guy Boyd)
- 1986[3] : La Bataille d'Endor : Jeremitt Towani (Paul Gleason)
- 2015 : L'Enfant de Buchenwald : August Rose (Torsten Michaelis)
- 2016 : La Vie des sœurs Brontë : Patrick Brontë (Jonathan Pryce)
- 2017 : Dirty Dancing : Max Kelleman (Tony Roberts)
- 2020 : L'Accord parfait de Noël : Joe, le grand-père (James Saito)
- 2021 : Dans l'enfer d'une secte : le shérif Warren (Mike Stutz)
- 2022 : Petite ville, grands mensonges : le shérif Lester (Brent Stait)

#### Séries télévisées
- Dakin Matthews dans (6 séries) :
  - The Good Wife (2012) : Dr David Zarevich (saison 4, épisode 2)
  - Blue Bloods (2016) : le juge Wilson (saison 6, épisode 16)
  - Instinct (2018) : le juge Brooks (saison 1, épisode 1)
  - Bluff City Law (2019) : Buzzy Bedford (épisode 8)
  - Why Women Kill (2021) : le Père Tim (saison 2, épisode 5)
  - The Gilded Age (2023) : Joshua Winterton (saison 2)
- Bob Gunton[4] dans (4 séries) :
  - Royal Pains (2010-2016) : le général William Collins (12 épisodes)
  - Daredevil (2015) : Leland Owlsley / le Hibou (9 épisodes)
  - Normal Street (en) (2015) : Grand-père (saison 1, épisode 9 et saison 2, épisode 11)
  - New York, unité spéciale (2017) : Lawrence Hendricks Sr. (saison 18, épisode 9)
- George Wyner dans :
  - Mentalist (2009 / 2011) : Dr Steiner (3 épisodes)
  - NCIS : Enquêtes spéciales (2015) : Randall Worthington (saison 13, épisode 3)
  - The Resident (2022) : Dr Arthur Kravitz (saison 5, épisode 17)
- Kenneth Tigar dans :
  - The Good Wife (2012-2013) : le juge James Chase (3 épisodes)
  - Madam Secretary (2016) : Dr Stuart Bachman (saison 2, épisode 18)
  - The Good Fight (2022) : le juge James Chase (saison 6, épisode 4)
- Brent Briscoe dans :
  - Hell on Wheels : L'Enfer de l'Ouest (2013-2014) : Jimmy Two Squaws (saison 3, épisode 4 et saison 4, épisode 6)
  - Brooklyn Nine-Nine (2017) : le lieutenant Matthew Langdon (saison 4, épisode 22)
  - Twin Peaks (2017) : l'inspecteur Dave Macklay[4] (saison 3)
- Gerald McRaney dans :
  - This Is Us (2016-2022) : Dr Nathan Katowski (10 épisodes)
  - Filthy Rich (2020) : Eugene Monreaux (10 épisodes)
  - Paradise (2025) : Kane Bradford
- Donnelly Rhodes dans :
  - Battlestar Galactica (2004-2009) : Dr Sherman Cottle (37 épisodes)
  - Flash (2016) : l'agent Smith (saison 3, épisode 8)
- William Sanderson dans :
  - True Blood (2008-2012) : le shérif Bud Dearborne (39 épisodes)
  - Bones (2012) : Norbert Mobley (saison 7, épisode 11)(saison 3, épisode 8)
- Newell Alexander (it) dans :
  - Cold Case : Affaires classées (2009) : Frank James '09 (saison 7, épisode 5)
  - Justified (2012) : le contremaître du supermarché (saison 3, épisode 5)
- Alan Williams (en) dans :
  - Les Enquêtes de Vera (2011) : Michael Long (saison 1, épisode 2)
  - Luther (2011) : Frank Hodge (saison 2, épisodes 2 à 4)
- Bill Smitrovich dans :
  - La Loi selon Harry (2012) : Mike Horace (saison 2, épisode 11)
  - Rake (2014) : Bernie Michaels (3 épisodes)
- Phil Reeves dans :
  - Veep (2012-2019) : Andrew Doyle (20 épisodes)
  - Castle (2015) : Ronald Booth (saison 8, épisode 6)
- Paul O'Brien (en) dans :
  - Person of Interest (2013) : le juge Andrew Monahan (saison 3, épisodes 8 et 9)
  - New York, crime organisé (2022) : Gus Hanson (saison 2, épisodes 19 et 22)
- Michael Mantell dans :
  - Mentalist (2014) : Leo Drembelas (saison 6, épisode 12)
  - Grey's Anatomy (2017) : Tim Nolan (saison 13, épisode 14)
- Brent Spiner dans :
  - Blunt Talk (2015-2016) : Phil (4 épisodes)
  - Star Trek: Picard (2020-2023) : Data / Dr Altan Inigo Soong (14 épisodes)
- Jonathan Pryce dans :
  - Game of Thrones (2015-2016) : le Grand Moineau (12 épisodes)
  - Le Problème à trois corps (2024) : Mike Evans (5 épisodes)
- Andrew Gillies dans :
  - 12 Monkeys (2015-2018) : Dr Julian Adler (35 épisodes)
  - Killjoys (2016) : Weller Simms (saison 2, épisodes 3 et 5)
- Wolf Muser (de) dans :
  - Grimm (2016) : le Père Eickholt (saison 5, épisodes 11 et 12)
  - Bones (2016) : Abraham Froome (saison 11, épisode 15)
- Stephen Singer dans :
  - Madoff, l'arnaque du siècle (2016) : Rabbi (mini-série)
  - Madam Secretary (2016-2017) : le premier ministre israélien Aaronson (saison 3)
- James Hong dans :
  - Elementary (2016) : Meng Zhou (saison 4, épisode 14)
  - Hawaii 5-0 (2018) : Jin Leung (saison 8, épisode 23)
- John Getz dans :
  - Better Call Saul (2017) : le président (saison 3, épisodes 5 et 6)
  - Espion à l'ancienne (2024) : Elliott Haverhill
- 1979-1991 : Dallas : Harv Smithfield (George Petrie) (52 épisodes)
- 1993-1994 : Le Retour des Incorruptibles : l'inspecteur Conlon (Patrick Nugent) (saison 1, épisode 1), un gardien de prison (Larry Bull) et un policier (Chet Nichols) (saison 2, épisode 16)
- 1993-1998 : Amour, Gloire et Beauté : Mike Guthrie (Ken Hanes)
- 1997 : L'Équipe de rêve (en) : Fraser (Sean O'Kane (en)) (22 épisodes)
- 1997 : Bugs : le portier (David Peart) (saison 3, épisode 2)
- 1999 : Harsh Realm : le lieutenant-colonel Gilovich (Michael David Simms) (épisodes 1 et 2)
- 1999-2000 : JAG : le lieutenant-commandant puis capitaine Cannon (Daniel Sapecky) (saison 5, épisode 9 et saison 6, épisode 9)
- 1999 / 2008 : New York, police judiciaire : le révérend Jenkins (Ira Hawkins) (saison 9, épisode 20), Botelli (George Morafetis) et l'officier Stevens (Larry Gregory) (saison 10, épisode 2), Walter Grobman (John Heard) (saison 10, épisode 3) et Dr Lucas Ziering (Sal Mistretta) (saison 19, épisode 4)
- 2000-2002 : New York 911 : Dr Peterson (Stephen Singer) (7 épisodes) et George Hancock (Julian Gamble) (saison 4)
- 2004 : Coups de génie : le professeur Carl Tesslar (Robert van Mackelenberg) (22 épisodes)
- 2004-2006 : Urgences : Steve Curtis (Cole Hauser puis Garret Dillahunt) (9 épisodes) et le colonel Ken Kilner (Michael O'Neill) (saison 11, épisode 16)
- 2006 : Supernatural : Lee Bender (Shawn Reis) (saison 1, épisode 15) et le voisin (Fred Keating (en)) (saison 1, épisode 14)
- 2006-2008 : Sur écoute : le lieutenant Dennis Mello (Jay Landsman) (2e voix, saisons 4 et 5)
- 2006-2013 : Hercule Poirot : le superintendant Harold Spence (Richard Hope (en)) (saison 10, épisode 4 et saison 11, épisode 1), le superintendant Crossfield (Tony Maudsley) (saison 12, épisode 1) et Hercule Poirot (David Suchet) (2e voix, saison 13)
- 2007-2008 : Boston Justice : le juge Floyd Hurwitz (Lawrence Pressman) (saison 3, épisode 8 et saison 4, épisode 18), Harry Beckham (Nick Searcy) (saison 4, épisode 16) et Antonin Scalia (Jack Shearer) (saison 4, épisode 17 et saison 5, épisode 13)
- 2007-2008 : Post mortem : Alexander Metzler (Horst Mendroch (de)) (saison 1, épisode 7) et Wolfgang Karlsen (Tilo Prückner) (saison 2, épisode 4)
- 2008 : Le Cinquième Commandement : Siegfried Löhr (Michael Schreiner) (saison 1, épisode 2)
- 2008 : Breaking Bad : le propriétaire de la bijouterie (Mike Miller) (saison 1, épisode 7)
- 2009 : Inspecteur George Gently : Joe Bishop (Mark Williams) (saison 2, épisode 2)
- 2009 : Big Love : l'avocat Brown (Barry Livingston) (saison 3, épisodes 1 et 4)
- 2009 : Cold Case : Affaires classées : Roger Weaver (Jack Laufer) (saison 6, épisode 12)
- 2009 / 2014 : Inspecteur Barnaby : Richard Lovell (Paul Lovell) (saison 12, épisode 6) et Duggie Wingate (Bernard Cribbins) (saison 16, épisode 4)
- 2009-2016 : L'Aigle rouge : le roi (Xabier Elorriaga (es)) (78 épisodes)
- 2009-2016 : The Good Wife : Wallace Gibbs (Steve Routman) (saison 1, épisode 10), le juge Ilya Petrov (Tibor Feldman (en)) (saison 2, épisode 9 et saison 6, épisode 3), le juge Mel Fendler (John Hooper) (saison 4, épisode 7) et Liam Meade (Thomas Kopache (en)) (saison 7, épisode 17)
- 2010 / 2012 : Merlin : Cylferth (Bill Thomas (en)) (saison 3, épisode 4) et Sindri (Tony Guilfoyle (en)) (saison 5, épisode 7)
- 2010 / 2014 : Inspecteur Lewis : l'inspecteur Hooper (Gerard Horan) (saison 4, épisode 1), Dr Yardley (Edward Fox) (saison 7, épisodes 5 et 6) et Simon Flaxmore (Clive Merrison (en)) (saison 8, épisodes 3 et 4)
- 2011 : The Borgias : le cardinal Colonna (László Konter (eo)) (saison 1)
- 2011 : Hot in Cleveland : Fred (Buck Henry) (saison 2, épisodes 20 à 22)
- 2011 : Meurtres au paradis : Neville (David Sterne) (saison 1, épisode 7)
- 2011 : Off the Map : Urgences au bout du monde : Dr Cameron (Ned Van Zandt) (épisode 8)
- 2011-2012 : Psych : Enquêteur malgré lui : l'ambassadeur Fanshaw (Malcolm McDowell) (saison 6, épisode 1) et Deacon Jones (Cheech Marin) (saison 6, épisode 13)
- 2011-2020 : Hawaii 5-0 : Frank Bama (Jimmy Buffett) (7 épisodes) et Leonard Cassano (Frankie Valli) (saison 5, épisode 8)
- 2012 : Grand Hôtel : Pablo El Manco (Rubén Tobías) (saison 2, épisode 4)
- 2012 : Blue Bloods : l'inspecteur Loggia (James Murtaugh) (saison 2, épisode 13) et le juge (Bob Dishy) (saison 2, épisode 20)
- 2012-2018 : C'est moi le chef ! : Bud Baxter (Robert Forster) (10 épisodes)
- 2013 : The Listener : le concierge (A. Frank Ruffo) (saison 4, épisode 6) et Simon Kendall (David Keeley) (saison 4, épisode 7)
- 2013 : Major Crimes : Larry Murdock (Paul Dooley) (saison 2, épisode 9)
- 2013 : Person of Interest : Lawrence Szilard (Peter Friedman) (saison 2, épisode 22)
- 2013-2014 : Perception : Sen Li (James Ning) (saison 2, épisodes 3 et 12)
- 2013-2014 : Blacklist : Alan Fitch (Alan Alda) (5 épisodes)
- 2013-2014 : Lilyhammer : Terence (Alan Ford) (5 épisodes)
- 2013 / 2015 : Castle : Ben Moss (David Grant Wright) (saison 5, épisode 13), Gaston (Christopher Curry (en)) (saison 5, épisode 16), le professeur Edgar McDonald (David Wells) (saison 6, épisode 7) et Gus Kreiger (Joe Sabatino) (saison 7, épisode 17)
- 2014 : Remedy : le colonel Platt (David Fox) (saison 1, épisode 3)
- 2015 : Longmire : Francis Igawa (Sab Shimono) (saison 4, épisode 2)
- 2015 : Code Black : Henry (Steven Shaw) (saison 1, épisode 6)
- 2015 : A.D. Kingdom and Empire (en) : Gamaliel l'Ancien (Struan Rodger (en)) (mini-série)
- 2015 : Grey's Anatomy : Simon Jaffee (Weston Nathanson) (saison 12, épisode 7)
- 2015 : Downton Abbey : Sir Michael Reresby (Ronald Pickup) (saison 6, épisode 3)
- 2015 : The Knick : le chef Crocker (Brian Faherty) (saison 2, épisode 5)
- 2015 / 2017 : The Leftovers : lui-même (Mark Linn-Baker) (saison 2, épisode 1 puis saison 3, épisode 2)
- 2015-2018 : Unforgotten : Martin Hughes (Peter Egan) (saisons 1 à 3)
- 2016 : The Night Of : le juge Lawrence Felder (Ned Eisenberg) (mini-série)
- 2016 : New York, unité spéciale : le Père Eugène O'Hannigan (Michael O'Keefe) (saison 17, épisodes 17 et 18)
- 2016-2019 : Jane the Virgin : le Père Gustavo (Alex Fernandez (en)) (3 épisodes)
- 2016-2023 : Billions : Hall (Terry Kinney) (33 épisodes)
- 2017 : Dirty Dancing : Max Kellerman (Tony Roberts) (mini-série)
- 2017-2021 : Atypical : Bob (Jeffrey Rosenthal) (12 épisodes)
- 2018 : Ghosted : Merv Minette (Kevin Dunn) (5 épisodes)
- 2018 : Perdus dans l'espace : Hiroki Watanabe (Cary-Hiroyuki Tagawa) (saison 1)
- 2018 : Gotham : le maire Holden Pritchard (Peter McRobbie) (saison 4, épisodes 18 et 21)
- 2019 : Traitors : Martin Garrick (David Hargreaves (en)) (3 épisodes)
- 2019 : The Village (en) : Enzo Napolitano (Dominic Chianese) (10 épisodes)
- 2019 : Bienvenue chez les Huang : lui-même (Regis Philbin) (saison 6, épisode 9)
- 2019-2021 : Pennyworth : Sid Onslow (Simon Day (en)) (15 épisodes)
- 2019-2022 : The Righteous Gemstones : Roy Gemstone (M. Emmet Walsh) (saison 1, épisode 5 et saison 2, épisode 5)
- 2020 : The Third Day : Janny (Hilton McRae) (mini-série)
- 2020 : The Sinner : le capitaine Brian Morris (Adam LeFevre) (2e voix, saison 3)
- depuis 2020 : Star Trek: Discovery : Kovich (David Cronenberg)
- depuis 2020 : Upload : David Choak (William B. Davis)
- 2021 : SEAL Team : James Parker (John Lee Ames) (saison 4, épisode 14)
- 2021 : Des liens trop étroits (en) : James de Cadenet (Karl Johnson (en)) (mini-série)
- 2021 : The Good Fight : Norm (Mitch Greenberg) (saison 5, épisode 9)
- 2022 : Killing Eve : Robert (Anton Lesser) (saison 4, épisode 7)
- 2022 : She-Hulk : Avocate : Cornelius P. Willows (Leon Lamar) (mini-série)
- 2022 : The Playlist : Pontén (Samuel Fröler)
- 2022 : American Horror Stories : Dayle Hendricks (Joel Swetow) (saison 2, épisode 2)
- 2022 : House of the Dragon : Lord Bartimos Celtigar (Nicholas Jones (en)) (saison 1, épisode 10)
- 2022 : Babylon Berlin : Dr Gregorius (Wolfgang Pregler (de)) (saison 4, épisode 8)
- 2022 : Pachinko : ? (?) (saison 1, épisode 2)
- 2022 : Minx : Myron (David Paymer) (saison 1, épisode 10)
- 2023 : Kaleidoscope : Dr Dennis Wagner (Richard Masur) (mini-série)
- 2023 : Hunters : Heinrich Hansöm (Robert Towers (en)) (saison 2, épisode 7)
- 2023 : Extrapolations : Lawrence Zabler (David Kramer) (saison 1, épisode 3)
- 2023 : Les Patients du docteur García (es) : Marciac [Qui ?]
- 2023 : Bodies : l'inspecteur en chef Paxman (Nicholas Farrell) (mini-série)
- 2023 : The Woman in the Wall (en) : James Coyle (Dermot Crowley) (mini-série)
- 2023 : Poker Face : ? (?)
- 2024 : Ancestral : ? (?)
- 2024 : Sugar : Jonathan (James Cromwell) (mini-série)
- 2024 : Avatar, le dernier maître de l'air : Gyatso (Lim Kay Siu (en))
- 2024 : Whiskey on the Rocks : Gustav Jansson (Rolf Lydahl (sv)) (mini-série)

#### Séries d'animation
- 1972[5] : Pinocchio[6] : Gédéon
- 1984-1985 : Les Enfants de la Panthère rose : voix additionnelles
- 1984-1987 : Ken le Survivant : Shuren
- 1986-1989 : Dragon Ball : Démon Piccolo, Piccolo, Yajirobé, Oolong (2e voix)
- 1987 : Nicky Larson : voix diverses (épisodes 33 à 35)
- 1987-1988 : Sab Rider : divers rôles
- 1989-1990 : Le Livre de la jungle : Kaa le serpent, Sura le loup, Tabaqui, Akru
- 1989-1996 : Dragon Ball Z : Piccolo, Freezer, Yajirobé, Oolong, Babidi et Bibidi, Ten Shin Han (voix de remplacement), Macaroni (un disciple de Hercule) et Kaio de l'Ouest
- 1990 : Nadia, le secret de l'eau bleue : Argon
- 1990 : Shurato : Hyuga (voix de remplacement, épisodes 30 à 32)
- 1991 : Les Jumeaux du bout du monde : le presque-grand-Sabatier (premières apparitions)
- 1991-1993 : Le Tourbillon noir : Tong
- 1992-1993 : Un Garçon formidable[7] : le père
- 1999 : Harlock Saga : Fafnir
- 2001 : La Ligue des justiciers : Dr Blizzard (épisodes 16 et 17)
- 2002-2003 : Benjamin l'éléphant : voix additionnelles
- 2009-2015 : Dragon Ball Z Kai : Piccolo, Freezer, Oolong et Babidi
- 2007 : Bibi, nom d'une sorcière : Monsieur le baron, le professeur Pilule
- 2007-2009 : Spectacular Spider-Man : Aaron Warren, Patch / Frederic Foswell
- 2009 : Garage Club : le pizzaïolo
- 2009-2010 : Dans la savane : le principal Dawson
- 2011-2016 : Kung Fu Panda : L'Incroyable Légende : Maître Shifu
- 2015-2018[8] : Dragon Ball Super : Piccolo, Freezer, Oolong et Frost[9]
- 2016 : Endride (en) : Castina
- 2017 : Mike Judge Presents: Tales From the Tour Bus (en) : voix additionnelles (saison 1, épisode 2)
- 2018 : Martin Matin : M. Raoul Grindsel (2e voix, saison 4)
- 2018-2019 : Le Piano de la forêt : Jean-Jacques Serrault, Piotr Weber
- 2018-2019 : Arthur et les Minimoys : Archibald
- 2019-2023 : Kengan Ashura : Kazuo Yamashita
- 2020 : Archer : Robert (saison 11, épisode 1)
- 2021 : Link Click : le père d'Emma
- 2022 : Sabikui Bisco : Jabi[10]
- 2022 : The Genius Prince's Guide to Raising a Nation Out of Debt (en) : Midan (épisode 2)
- 2022 : Thermae Romae Novae : Cassius (le grand-père de Lucius) et divers personnages
- 2022 : Spriggan (en) : Monk
- 2023 : Vinland Saga : voix additionnelles (doublage Crunchyroll)
- 2023 : Frieren : Himmel âgé, le roi et voix additionnelles[11]
- 2024 : Ranma ½ : le narrateur

### Jeux vidéo
- 2018 : World of Warcraft: Battle for Azeroth : Tortollan
- 2020 : Warcraft III Reforged : Necromancien
- 2020 : Resident Evil 3 (mode multijoueur) : Oswell E. Spencer
- 2021 : New World : divers personnages
- 2023 : Diablo IV : divers personnages
- 2023 : Final Fantasy XVI : Imreann
- 2023 : Cyberpunk 2077 : Phantom Liberty : Chang-Hoon Nam
- 2023 : Assassin's Creed Mirage : Fazil Fahim Al-Kemsa
- 2024 : Indiana Jones et le Cercle ancien : ?
- 2025 : Assassin's Creed Shadows : Nobutsuna Sensei

## Écrivain
Cinéphile reconnu, il est Lauréat de l’émission Monsieur Cinéma en 1970. À ce titre Pierre Tchernia lui demande de collaborer à la rédaction des fiches de Monsieur Cinéma de Louis Jouvet, Arletty, Pierre Fresnay etc.
En tant qu'auteur, il participe à de nombreuses revues et ouvrages spécialisés dans le septième art notamment :
– Pierre Brasseur (coauteur : Olivier Barrot aux éditions « Avant-scène » en 1974)
– Arletty (en collaboration avec Philippe de Comes, éditions Henry Verrier. Plusieurs rééditions)
En 1984-1985, il participe au Grand Dictionnaire illustré du cinéma aux éditions Atlas.
En 1992, les éditions Encyclopædia Universalis font appel à ses connaissances pour éditer L'Almanach du cinéma. Cet ouvrage, réédité en 1995, obtient à l'occasion du centenaire du cinématographe, le « prix du Syndicat de la Critique du Livre de Cinéma ».